# Narathura aida
Narathura aida är en fjärilsart som beskrevs av De Nicéville 1889. Narathura aida ingår i släktet Narathura och familjen juvelvingar. Inga underarter finns listade i Catalogue of Life.